# Roman Rurua
Roman Rurua est un lutteur soviétique né le 25 novembre 1942. Il est spécialisé en lutte gréco-romaine.

## Palmarès

### Jeux olympiques
- Médaille d'argent dans la catégorie des moins de 63 kg en 1964 à Tokyo
- Médaille d'or dans la catégorie des moins de 63 kg en 1968 à Mexico[1]

### Championnats du monde
- Médaille d'or aux championnats du monde de 1966.
- Médaille d'or aux championnats du monde de 1967.
- Médaille d'or aux championnats du monde de 1969.
- Médaille d'or aux championnats du monde de 1970.